# Натуфійська культура
Натуфійська культура — культура, яка існувала в епоху епіпалеоліту з 13 000 до 9 800 років до н. е. на території Леванту, регіону у східній частині Середземного моря. Це була особлива культура, оскільки саме їй був властивий осілий або напівосілий спосіб життя ще до впровадження землеробства. Натуфійські общини, ймовірно, є предками будівничих перших неолітичних поселень. Є доказ свідомого культивування зернових, особливо жита, натуфійською культурою у місті Тель Абу Хурейра, місці перших свідчень культивування у світі. Загалом, все-таки, натуфійці здійснили використання диких злаків.
Термін «натуфієць» ввела Дороті Гаррод,  досліджуючи печеру Шукба у Ваді аль-Натуф  на захід від Юдейських гір, на півдорозі між Тель-Авівом і Рамаллі.

## Датування
Радіовуглецеве датування місць цієї культури з кінця плейстоцену до самого початку голоцену становить від 12 500 до 9500 р. до н. е. Період є зазвичай розділяють на два підперіоди: ранній натуфійський (12 500 — 10 800 р. до н. е.) і пізній натуфійський (10 800 — 9500 р до н. е.). Пізній натуфійський період найбільш імовірно перекривався з раннім дріасом (10 800 до 9500 до н. е.).

## Попередники і пов'язані з ними культури

Територія поширення Натуфійської культури

Натуфійська культура розвивалася у тому ж регіоні, що і рання Кебаранська група і, як правило, розглядається як її наступник, що розвивався з найменших елементів всередині цієї ранньої культури. Були також інші культури у цьому регіоні, такі як Мушабська культура Негева і Синая, які інколи відрізнялися від Кебаранської та інколи також розглядалися як ті, що зіграли виняткову роль у розвитку натуфійської культури.
Офер Бар-Йозеф переконаний, що є ознаки впливу, які походять з Північної Африки до Леванту, посилаючись на мікрозірцеву техніку і «мікролітичні форми такі як дугові ножі і наконечники Ла Муйа.» Проте недавні дослідження показали, що наявність дугових ножів, наконечників Ла Муйа і використання мікролітичної техніки було вже помітним у Небекійському (Небекіанському) виробництві Східного Леванту. Також Махер та включає положення, що «Багато технологічних нюансів, які часто виділяють як ознаку натуфійської культури були вже присутні під час раннього і середнього епіпалеоліту і не представляли, у більшості випадків, радикального відхилення у знаннях, традиції чи поведінці.»
Такі автори, як Крістофер Ерет на основі незначних доказів припускають, що саме Північна Африка є попередницею розвитку справжнього землеробства у Родючому Півмісяці, але такі припущення вважаються доволі спекультяивними, оскільки ще не зібрано в достатній мірі археологічних свідчень з цього регіону.
Фактично Вайс та інші показали, що найраніш відоме інтенсивне використання рослин було у Леванті 23 000 років тому в місті Охало II. Археолог Ч. Лорінг Брайс у недавньому дослідженні черепних метричних особливостей також зідентифікував «явний зв'язок» південних від Сахари африканських жителів до ранніх натуфійців. Такі припущення були висунуті на основі його досліджень анатомічних подібностей з існуючими жителями населення знайденим переважно у Сахарі. Брайс вважає, що ці жителі пізніше стали асимілюватися в ширший континуум південно-західних азійських популяцій.
За словами Бара Йозефа і Белфера-Кохена «Здається, що певні преадаптаційні риси, що вже розвивалися Кебаранською і Геометрично Кебаранською популяціями всередині Середземноморського лісопарку, зіграли вагому роль у виникненні нової соціоекономічної системи відомої як Натуфійська культура».

## Поселення

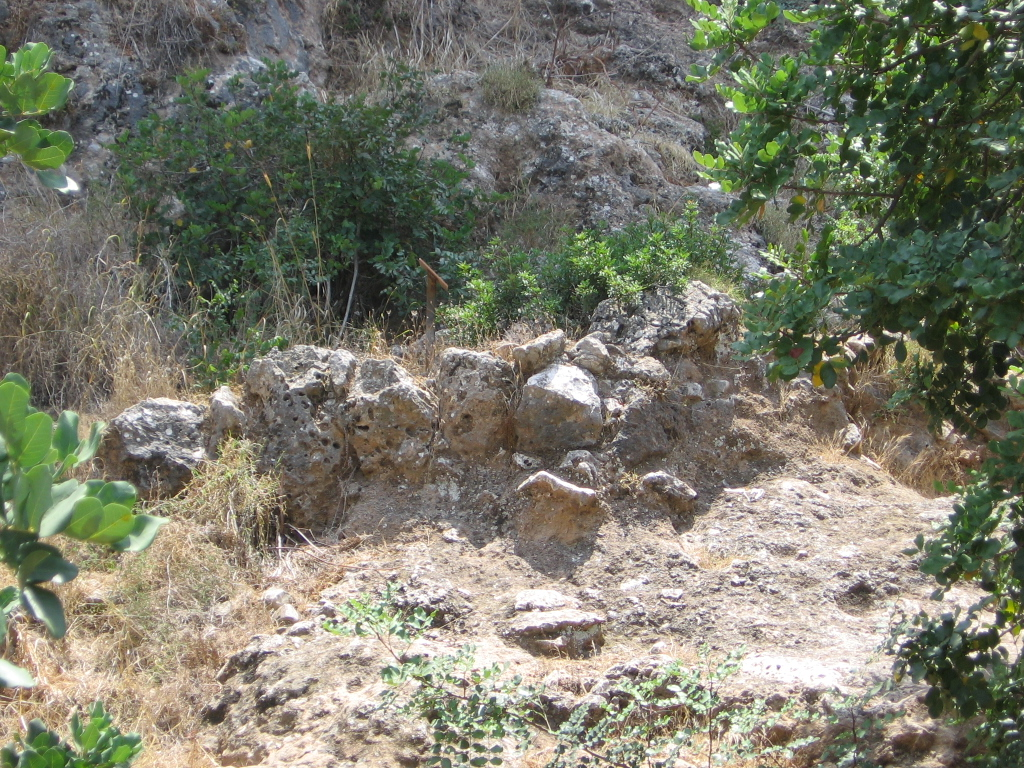
Залишки стіни натуфійського житла

Поселення зустрічаються на території лісосмуги, де породи дубу і фісташкових дерев домінують. Підлісок цієї відкритої лісової місцевості був травою з великою кількістю злаків. Високі гори Лівану та Антилівану, степові простори Негевської печери у Ізраїлі та Синаї і Сирійсько-Арабської пустелі на сході, де значно менше проявлялися натуфійські поселення, можливо це пов'язано з низькою здатністю до переселення і товариства інших груп збирачів, які експлуатували цей регіон.
У Ейнані (Айн Малаха) були ретельно вивчені три поселення, які змінили один одного. Всі вони відносяться до раннього та, можливо, частково середнього натуфу. Поселення утворювали близько 50 круглих будиночків, кожен діаметром 7 метрів. Тут Будиночки знаходилися навколо майданчика, на якому були обмазані глиною ями, ймовірно, для зберігання їжі. Площа поселення − не менше 2000 м2.
Будинки були побудовані із каменю і обмазані глиною. Їх стіни збереглися на висоту до 1 м. Підлога іноді була заглиблена в землю. Ймовірно будинки покривались очеретом, джерелом якого було озеро, розташоване неподалік. Покрівлю конічної форми підтримував центральний стовп. В центрі кімнати або збоку знаходилось місце для вогнища зроблене з каменю
Менші поселення були інтерпретовані деякими дослідниками як стійбища. Сліди перебудови у майже всіх розкопаних поселеннях здається вказують на часте переселення, свідчать про тимчасову відмову від заселення. Поселення були заплановані забезпечити житлом 100–150 осіб. Можна виділити три категорії: малі, середні і великі починаючи з 15 до 1000 м2.

## Осілість
Напівосілий спосіб життя, можливо, був спричинений багатими ресурсами відповідно до сприятливого клімату того часу, з культурою, що жила полюванням, риболовлею і збиранням, включаючи використання диких злаків. Знаряддя були придатні для обробітку, збору та приготування зернових(пшениця та ячмінь), бобових та горіхів. Використовувались кременево-лопатеві серпи і вкладиші до них для збору врожаю, ступки-зернотертки, камені для подрібнення. Вважають, що натуфійці використовували обмазані глиною ями для зберігання надлишків продуктів, але самих залишків злаків, бобових та ягід не знайдено.

## Кам'яні знаряддя

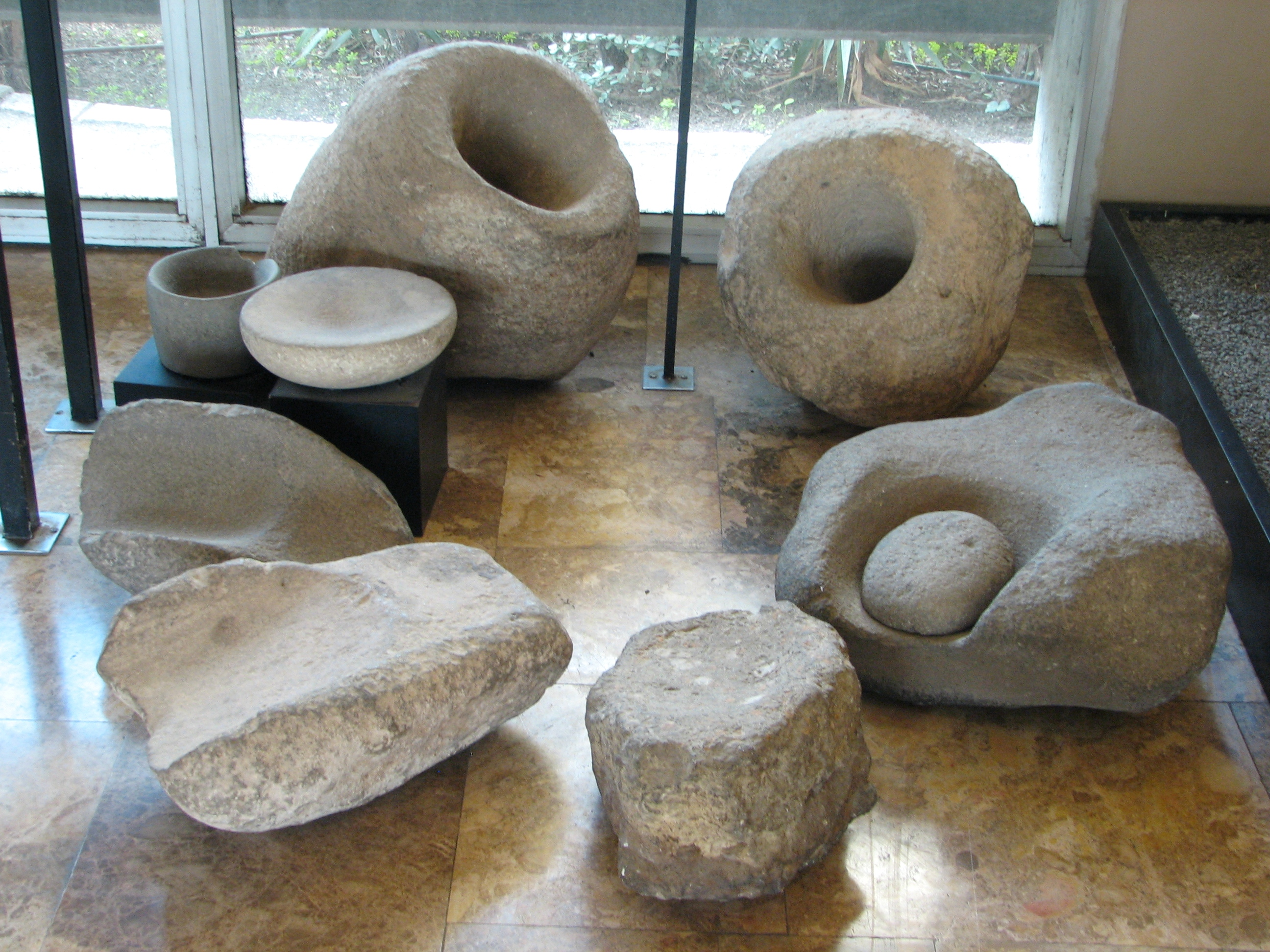
Музей хліба «Дагон». Ступки натуфіанської культури

Натуфійці мали мікролітичне виробництво основане на коротких клинках і невеличких ножах. Була використана мікрорізцева техніка. Геометричні мікроліти мали форму трапецій і трикутників. Також були клинки з підкладкою. Особливий тип ретушу (Хелуанський ретуш) є особливістю ранній натуфійців. У пізніх натуфійців, Харіф-точка, типовий наконечник стріли зроблений з звичайного леза став широко розповсюджений у Негеві. Деякі вчені використовують його, щоб визначити відмінності з культурою Харифійців.
Серпоподібні клинки з'являються вперше. Характерний серпоподібний-блиск показує, що вони були використані для різання багатих кремнеземом стовбурів злаків і становлять непрямий доказ початкового землеробства. Випрямлений метальний снаряд зроблений з наземного каменю вказує на практику стрільби з лука. Наявні також і важкий наземний камінь заглиблення для ступок.

## Інші знахідки
Було багате кістяне виробництво, включаючи гарпуни й рибальські гачки. Каміння і кістки були перероблені у підвіски та інші прикраси. Є кілька людських статуеток з вапняку, але улюбленим предметом зразку мистецтва, здається, були тварини. Посудини з страусиних шкарлупок були виявлені в пустелі Негев.

## Спосіб життя
Антропологічні дані свідчать про те, що натуфільці належали до євроафриканської раси, були низькорослі(150 см) з видовженими черепами(доліхоцефали).
Знайдена зброя і знаряддя дають змогу зробити висновки, що основним заняттям натуфійців було полювання, рибальство та збиральництво. Очевидно, що рибальство мало велике значення для жителів Ейнану та озері Хула та поселення Ваді Фалла на узбережжі Середземного моря. Про це свідчать знахідки рибальських гачків і навіть гарпунів(натуфійська культура є єдиною близькосхідною культурою, в якій вони використовувались).
Збереження залишків рослин є невеликими через ґрунтові умови, але дикі злаки, бобові, мигдаль, жолуді і фісташки, можливо, були зібрані. Кістки тварин показують, що газелі були основною здобиччю. Крім того, полювання на оленя, зубра і кабана відбувалося у степовій зоні, це ж стосується онагрів та оленів. Водоплавні птахи та прісноводні риби складали частину харчування, в долині річки Йордан. Кістки тварин з Салібії I (12300 — 10800 до н. е.) були інтерпретовані як свідчення общинних полювань з сітями.

## Розвиток землеробства
Згідно теорії, відбулася раптова зміна клімату, Пізній Дріас (бл. 10 800 — 9500 до н. е.) вплинув на розвиток землеробства. Він був 1000 річною тривалою перервою, із переважанням високих температур, які з часу останнього льодовикового максимуму спричинили раптову посуху в Леванті. Це загрожувало дикорослим злакам, які не могли довго конкурувати із чагарниками суходолу, але завдяки ним населення стало залежним від підтримання осілого способу життя. Штучним очищенням місцевості, що заросла чагарником та насадженням насіння одержаного в іншому місці, вони почали практикувати культивацію. Однак ця теорія походження землеробства залишається дискусійною в науковому співтоваристві.

## Приручення собаки
Саме у натуфійських поселеннях, знайдені найраніші археологічні свідчення одомашнення собаки. На натуфійській стоянці Айн Махала в Ізраїлі були знайдені рештки літньої людини і чотири-п'яти-місячного цуценяти похованих разом. В іншому натуфійському поселенні у печері Хайонім, були знайдені люди поховані із двома собаками.
Пізніше було встановлено, що так звана, натуфійська собака була насправді палестинським вовком.

## Мистецтво
[[Файл:Lovers 9000BC british museum.jpg|міні|Коханці Айн Сакхрі. Британський музей: [http://1958,%201007.1%5Bнедоступне+посилання+з+липня+2019%5D 1958, 1007.1]]

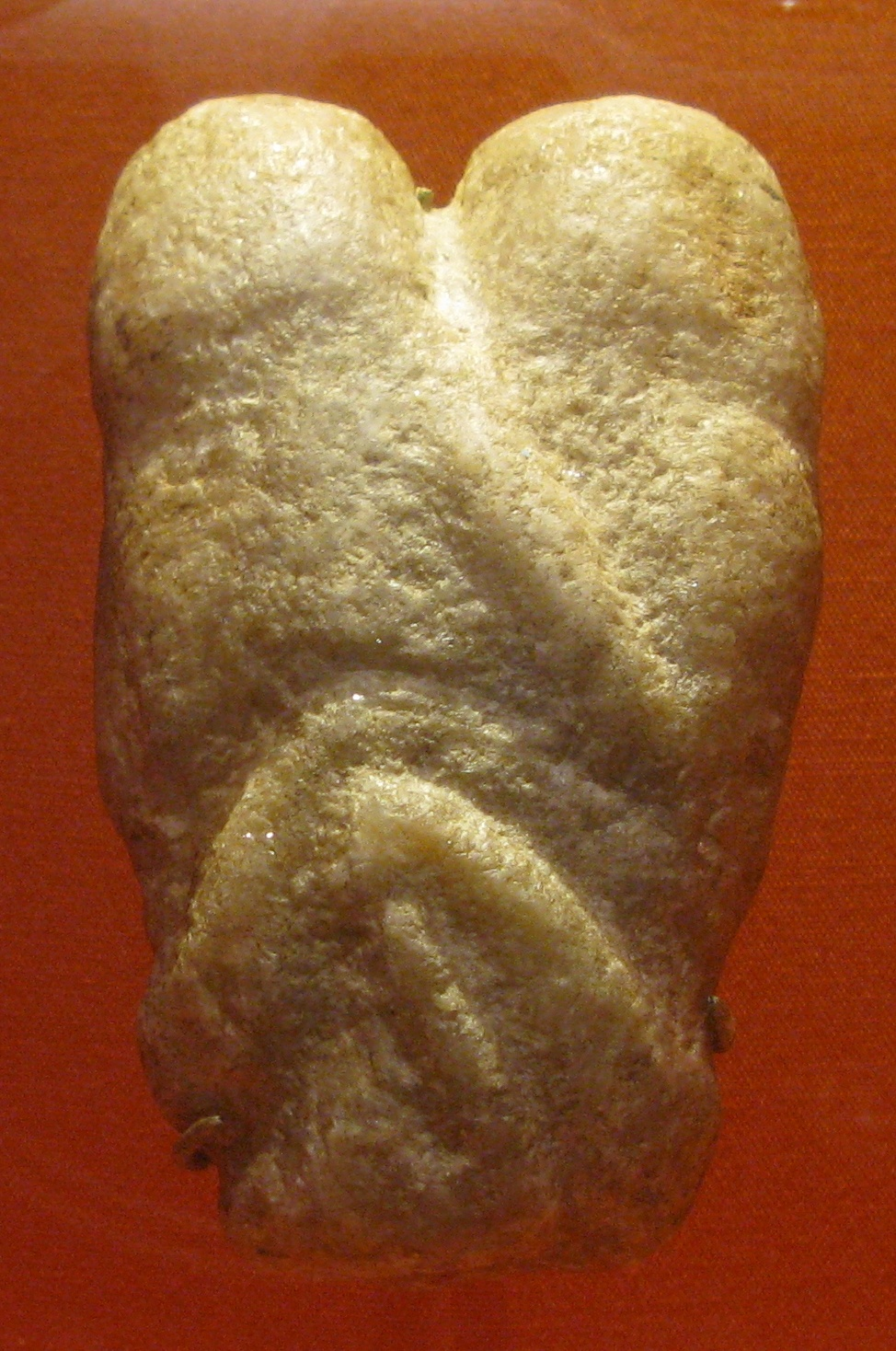
Коханці Айн Сакхрі. Британський музей: [http://1958,%201007.1 1958, 1007.1

Важливим є те, що натуфійці були схильні створювати витвори мистецтва. Вапнякові фігурки Умм ез-Зувейтіна чи рукоятка серпа з ель-Вада, що зображає оленя — чудові витвори натуралістичного мистецтва. Голова звіра на ручці із печери Кебара, людські головки із Ейнана чи фігурки голови газелі із могильника Ваді Фалла говорять про деяку схематизацію рис тварин чи людини, але тим не менше є яскравими знахідками тогочасного мистецтва. Такі витвори мистецтва не зустрічаються після ранньонатуфійського періоду. Можливо натуфійська культура була у Палестині застійною.
Коханці Айн Сакхрі — це вирізьблений камінь, який зберігається у Британському музеї. Цей камінь є найстарішим відомим зображенням пари, що займається сексом. Він був знайдений у печері Айн Сакхрі.
Наскальні зображення періоду 7000 до н.е археологи також виявили районі пустелі Нефуд , які підтверджують ідею про те, що мустіали використовувалися як частина культу великої рогатої худоби. Наскальні малюнки показують сцени випасу худоби і полювання.

## Поховання
Поховання знаходяться в поселеннях у покинутих будинках, зазвичай у ямах під підлогою. Також наявні поховання в печерах, зокрема у горах Юдейських та Кармель. Інколи могили були накриті вапняковими плитами. Ховали у випростаному положенні або у скорченому положенні на спині. Наявні як поодинокі так і групові поховання (часто містять три скелети, два з яких розміщені обличчям один до одного), особливо у ранніх натуфійців. Розкидані людські рештки у поселеннях, вказують на псування ранніх могил. Також часто у місцях поховань знайдено червону охру.
Видалення черепа практикувалося в печері Хайонім і поселеннях Айн Махала. Інколи черепи були прикрашені черепашковими кульками.
Рівень дитячої смертності був дещо вищим — приблизно одна три дитини помирало у віці від п'яти до семи років.
Могильне майно в основному складаються з особистих прикрас, таких як: намиста зроблені з шкаралупи, зубів (благородного оленя), кісток та каменю. Наявні кулони, браслети, намиста та кульчики. Також прикраси, які знаходили у похованнях зроблені з середземноморських раковин dentalium, які схожі на ікла. Найкращі екземпляри з цих раковин — діадеми або головні убори — були знайдені в печері Ель Вад. Було знайдено намиста із кісток стопи газелі.

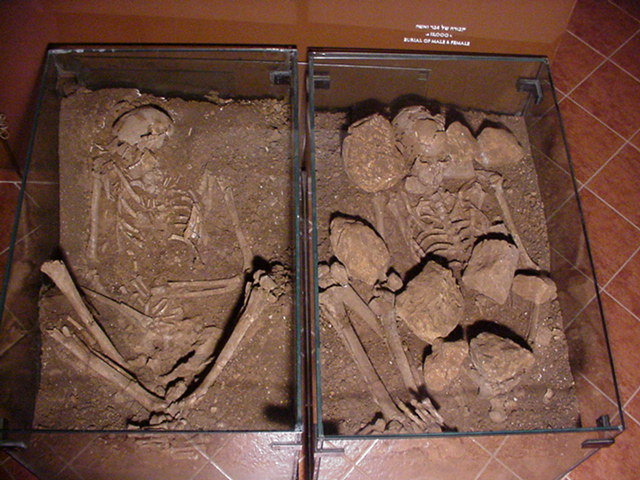
Пара скелетів, знайдені у Ейнані

Найбільш цікавим з натуфійських поховань є поховання вождя у Ейнані: кругла гробниця діаметром 5 м і завглибшки 0,8 м, яка, можливо, до смерті вождя була його житлом. Гробницю оточував парапет, обмазаний глиною і пофарбований у червоний колір, а по краю викладений круг із каменю діаметром 6,5 м. В центрі гробниці знайдено 2 скелети, чоловіка і жінки, які повністю збереглися. Скелет чоловіка, який лежав на спині обличчям до сніжних скель гори Хермон, частково був перекритий камінням і опирався на камінню кладку. У жінки зберігся діадема із раковин dentalium. Гробниця була засипана землею, а потім обкладена камінням по колу діаметром 2,5,в центрі було місце для вогнища. Біля вогнища було покладено ще один череп. Крім того зверху на землі лежало три великих камені, оточені меншими. Знахідка демонструє важливе значення поховання вождя, а також наявність поховальних обрядів.
У 2008 році було виявлено могилу натуфійської «жриці». Поховання містило досконалі шкаралупки 50 черепах, яких, як вважається, було принесено до поселення і з'їдено під час тризни.